# Лазарчук Ольга Вікторівна
Лазарчук Ольга Вікторівна (нар. 3 грудня 1981) — колишня українська тенісистка.
Найвищу одиночну позицію світового рейтингу — 146 місце досягла 9 травня 2005, парну — 326 місце — 13 вересня 2004 року.
Здобула 4 одиночні та 1 парний титул туру ITF.
Завершила кар'єру 2014 року.

## Фінали ITF
| турніри $100,000 |
| турніри $75,000  |
| турніри $50,000  |
| турніри $25,000  |
| турніри $10,000  |

### Одиночний розряд: 6 (4–2)
| Результат | Ранг | Дата            | Турнір                       | Покриття | Суперниця           | Рахунок       |
| --------- | ---- | --------------- | ---------------------------- | -------- | ------------------- | ------------- |
| Поразка   | 1.   | 18 червня 2000  | ITF Кендзежин-Козьле, Польща | Ґрунт    | Зузана Ондрашкова   | 5–7, 4–6      |
| Перемога  | 2.   | 25 травня 2003  | ITF Львів, Україна           | Ґрунт    | Марія Коритцева     | 6–4, 6–0      |
| Перемога  | 3.   | 8 червня 2003   | ITF Анкара, Туреччина        | Ґрунт    | Моніка Шнейдер      | 6–4, 6–4      |
| Перемога  | 4.   | 13 вересня 2004 | ITF Тбілісі, Грузія          | Ґрунт    | Катарина Кашликова  | 6–2, 6–2      |
| Поразка   | 5.   | 1 травня 2005   | ITF Лафаєтт, США             | Ґрунт    | Едіна Галловіц-Халл | 2–6, 6–7(6–8) |
| Перемога  | 6.   | 8 травня 2005   | ITF Ролі, США                | Ґрунт    | Мері Гембейл        | 6–3, 6–1      |

### Парний розряд: 4 (1–3)
| Результат | Ранг | Дата           | Турнір                       | Покриття | Партнерка         | Суперниці                             | Рахунок  |
| --------- | ---- | -------------- | ---------------------------- | -------- | ----------------- | ------------------------------------- | -------- |
| Поразка   | 1.   | 18 червня 2000 | ITF Кендзежин-Козьле, Польща | Ґрунт    | Олена Ковальчук   | Альона Бондаренко Валерія Бондаренко  | 4–6, 2–6 |
| Поразка   | 2.   | 1 червня 2003  | ITF Варшава, Польща          | Ґрунт    | Ірина Бремон      | Альона Бондаренко Валерія Бондаренко  | 3–6, 4–6 |
| Перемога  | 3.   | 8 червня 2003  | ITF Анкара, Туреччина        | Ґрунт    | Світлана Мосякова | Габріела Веласко Андреу Юлія Єфремова | 6–4, 6–1 |
| Поразка   | 4.   | 8 вересня 2003 | ITF Турин, Італія            | Ґрунт    | Юліана Федак      | Мервана Югич-Салкич Дарія Юрак        | 4–6, 2–6 |